# Célestin Leroux
Célestin Leroux ou Le Roux (né le 27 septembre 1827 à Nantes et mort en 1865) est un peintre paysagiste français.

## Biographie
Frère de Charles Le Roux, élève de son frère et de Théodore Rousseau, il débute comme paysagiste au salon de 1853 et participe au salon de 1857 et à celui de 1861.

## Œuvres
- Soleil levant
- Lisière de bois dans le Haut-Poitou
- Paysage animé avec des rochers près d'un étang